# Романченко Дмитро Юрійович
Дмитро Юрійович Романченко (нар. 28 вересня 1997, Чернігів — †9 вересня 2022, Спірне (селище), Донецька область) — командир розвідувальної роти 54-ї окремої механізованої бригади імені гетьмана Івана Мазепи. Учасник російсько-української війни, який загинув у ході російського вторгнення в Україну в 2022 році.

## Життєпис
Народився 28 вересня 1997 року в Чернігові у родині державних службовців Юрія Аксентійовича й Олени Михайлівни Романченків.

### Юнацькі роки та навчання
Успішно навчався в ЗСШФМП№ 12 м. Чернігова, із задоволенням вивчав математику й фізику. Займався східними бойовими мистецтвами: карате та тхеквондо. Отримав чорний пояс Всесвітньої федерації тхеквондо «Kukkiwon».
Після закінчення школи планував продовжити навчання в Київському політехнічному інституті.
Несподівано для рідних змінив свої плани. Вирішив бути військовим. Поштовхом стала подія, яка відбулася в Севастополі під час анексії Криму. Курсанти Академії військово-морських сил імені П. С. Нахімова заспівали гімн України, коли над їхнім закладом окупанти замість українського прапора піднімали російський, віддали честь один одному й відмовилися виходити на плац. Цей прояв патріотизму визначив подальшу долю Дмитра як захисника Батьківщини.
Батьки підтримали рішення сина. Він став курсантом Одеської військової академії, факультет «Військової розвідки та спеціального призначення».
Під час навчання як один із кращих курсантів брав участь у параді військ з нагоди 25-ї річниці та 26-ї річниці Незалежності України у Києві на вулиці Хрещатик та майдані Незалежності, за що отримав Подяки Міністра оборони України та Командувача Сухопутних військ ЗСУ.
Проходив навчальну практику на базі 54-ої окремої механізованої бригади, у якій продовжив військову службу після закінчення Академії.

### Військова служба
Червень 2019 року випускнику Військової академії Романченку Дмитру присвоєно військове звання «лейтенант» та призначено на посаду командира розвідувального взводу розвідувальної роти 54 ОМБР ОК «СХІД» Сухопутних військ Збройних сил України (м. Бахмут Донецької області).
Липень 2019 року молодий офіцер з позивним «Шаман» став на захист української землі в зоні ООС. Разом зі своїми підлеглими давав гідну відсіч збройній агресії російської федерації в районах населених пунктів Золоте Луганської області та Авдіївка Донецької області.
Початок повномасштабного вторгнення в лютому 2022 року застав тепер вже старшого лейтенанта Романченка на бойових позиціях у зоні ООС біля населеного пункту Мар'їнка Донецької області. З перших днів, коли став зрозумілим основний напрямок удару окупаційних військ, розвідувальна група «ШАМАН» під керівництвом та безпосередньою участю Дмитра успішно діяла в районах населених пунктів Новотроїцьке, Володимирівка, Павлівка, Валер'янівка, Волноваха, Ольгинка, Солодке, Новомихайлівка, Красногорівка та Мар'їнка Донецької області.
«Надійний, відповідальний, порядний, сміливий, справжній чоловік та воїн. Для нас було великою честю нести службу під керівництвом такого командира», — згадують бойові побратими.

### Загибель і поховання
9 вересня 2022 року біля селища Спірне на Донеччині російські окупанти з танків, бойових машин, ствольної та реактивної артилерії обстрілювали військову й цивільну інфраструктури. Виконуючи чергове бойове завдання, під час бою з силами противника, що мали перевагу, капітан Романченко отримав поранення несумісне з життям.
28 вересня 2022 року, коли Герою виповнилось 25 років, в останню дорогу бійця провели рідні, близькі, друзі, побратими, містяни. Заупокійна панахида відбулася в Катерининській церкві. Місце поховання — кладовище «Яцево». Квартал, де поховані загиблі воїни АТО та ООС з Чернігова.

## Нагороди та вшанування
- звання «Герой України» з удостоєнням ордена «Золота Зірка» (8 липня 2023) — за особисту мужність і героїзм, виявлені у захисті державного суверенітету та територіальної цілісності України, самовіддане служіння Українському народові[1].
- Медаль «Операція об'єднаних сил. За звитягу та вірність» (наказ Командувача об'єднаних сил від 04 вересня 2020 року № 728).
- Грамота Командувача об'єднаних сил за старанність, розумну ініціативу та сумлінне виконання службових (бойових) завдань у районі проведення операції об'єднаних сил з відсічі та стримування збройної агресії російської федерації на території Донецької та Луганської областей та з нагоди Дня воєнної розвідки.
- Орден «За мужність» III ступеня за особисту мужність і самовіддані дії, виявлені у захисті державного суверенітету та територіальної цілісності України, вірність військовій присязі (Указ Президента України від 14 квітня 2022 року № 240).
- Дострокове присвоєння звання «капітан» (червень 2022)

## Родина
У загиблого залишилися батьки, брат, бабуся. Він не був одружений.